# ISG Business School
ISG Business School este o Școală Europeană de Business cu multiple campusuri în locații precum: Paris, New-York și Tōkyō. Înființată în 1967.